# 高隆珍餅舖
23°40′31″N 120°23′26″E / 23.6751657°N 120.390605°E
高隆珍餅舖（又名高隆珍糕餅鋪）是中華民國臺灣省雲林土庫中山路98號的一間糕點店，由高文裕創立於1899年（清光緒二十五年；日本明治三十二年）。其鎮店產品為「龍鳳一口酥」，曾以此獲中華民國全國食品金牌獎。

## 歷史
高隆珍餅舖係家族經營，祖先曾為清乾隆時期的御廚，專做糕點給乾隆皇帝食用，據稱乾隆帝十分喜愛其「龍鳳一口酥」。高氏曾獲賜狀元印、香爐，原藏於店內，但因民國42年（1953年）土庫街上發生火災而燒毀。

## 外部連結
- 高隆珍餅舖